# اغوزداربن
اغوزداربن، روستایی است از توابع شهرستان کلاردشت در استان مازندران ایران.

## جمعیت
براساس سرشماری مرکز آمار ایران در سال ۱۳۸۵، جمعیت آن ۱۴۹ نفر (۵۵خانوار) بوده‌است. مردم اغوزداربن از قومیت طبری هستند. مردم اغوزداربن به زبان طبری با گویش کلارستاقی سخن می‌گویند.